# Донызтауский артезианский бассейн
Донызтауский артезианский бассейн — артезианский бассейн на юге Актюбинской области, на северо-западе плато Устюрт между Шошкакольской мегасинклиналью и долиной реки Эмба. Протяженность 100—120 км, площадь бассейна около 10 тысяч км².
Подземные воды приурочены к песчаным отложениям альб-сеномана с глубиной залегания от 150 до 600 метров, мощность водовмещающих пород достигает 60—150 метров. Воды высоконапорные, запасы составляют 500 миллиардов м³. Минерализация вод 1—3 г/л. Воды используются для хозяйственных нужд. Воды источников Аккудык, Акбулак, Тескенсу применяются для лечения желудочно-кишечных заболеваний.